# Anixia
Anixia is een geslacht van schimmels. Het is nog niet met zekerheid in een familie ingedeeld (Incertae sedis).

## Soorten
Volgens Index Fungorum bevat het geslacht 12 soorten (peildatum oktober 2020):
| Soortnaam         | Auteur(s) | Publicatiejaar |
| ----------------- | --------- | -------------- |
| Anixia atrospora  | Pat.      | 1927           |
| Anixia berkeleyi  | Naumov    | 1927           |
| Anixia bresadolae | Höhn.     | 1902           |
| Anixia buxi       | Magnin    | 1876           |
| Anixia glabrata   | Fr.       | 1829           |
| Anixia interrupta | Schwein.  | 1832           |
| Anixia minuta     | Schulzer  | 1872           |
| Anixia myriasca   | Höhn.     | 1902           |
| Anixia nemoralis  | Fr.       | 1819           |
| Anixia parietina  | Lindau    | 1897           |
| Anixia villosa    | Fr.       | 1829           |
| Anixia wallrothii | Fuckel    | 1870           |